# Richard Llewellyn
Richard David Vivian Llewellyn Lloyd (Hendon, 8 de dezembro de 1907 – Dublin, 30 de novembro de 1983), conhecido pelo pseudônimo de Richard Llewellyn, foi um romancista britânico.

## Biografia
Llewellyn nasceu em Hendon, Middlesex em 1906, o mais velho de três filhos de pais galeses Sarah Anne nascida Thomas (1878-1929) e William Llewellyn Lloyd (1876–1942), um balconista de hotel e mais tarde secretário assistente de um clube. Só depois de sua morte foi descoberto que a afirmação de Llewellyn de que ele havia nascido em St Davids, West Wales, era falsa.
Nos EUA, Llewellyn ganhou o National Book Award de romance favorito de 1940, votado por membros da American Booksellers Association.
Ele viveu uma existência peripatética, viajando muito ao longo de sua vida. Antes da Segunda Guerra Mundial, ele passou períodos trabalhando em hotéis, escreveu uma peça, trabalhou como mineiro de carvão e produziu seu romance mais conhecido. Durante a Segunda Guerra Mundial, ele ascendeu ao posto de Capitão da Guarda Galesa. Após a guerra, ele trabalhou como jornalista, cobrindo os Julgamentos de Nuremberg e, em seguida, como roteirista da MGM. Mais tarde em sua vida, ele morou em Eilat, Israel.[carece de fontes?]
Llewellyn casou-se duas vezes: sua primeira esposa foi Nona Theresa Catherine Sonsteby (1921–1988), com quem se casou em 1952 e se divorciou em 1968; sua segunda esposa foi Susan Heimann, com quem se casou em 1974.
Richard Llewellyn morreu em Dublin em 30 de novembro de 1983.